# 1182e régiment d'artillerie de la Garde
Le 1182e régiment d'artillerie de la Garde (en russe : 1182-й гвардейский артиллерийский полк, abrégé en russe : 1182 гв. ап), de son nom complet le 1182e régiment d'artillerie de la Garde « Novgorodski » des ordres du Drapeau Rouge, de Souvorov, de Koutouzov, de Bogdan Khmelnitski et d'Alexandre Nevski (en russe : 1182-й гвардейский артиллерийский Новгородский Краснознамённый, орденов Суворова, Кутузова, Богдана Хмельницкого и Александра Невского полк), est un régiment des troupes aéroportées russes (n° d'unité 93723).
L'unité fait partie de la 106e division aéroportée de la Garde et est basée à Naro-Fominsk, dans le district militaire ouest.

## Historique
L'unité poursuit les traditions militaires d'une unité soviétique de la Seconde Guerre mondiale, le 205e régiment d'artillerie de canon de la Garde de la 57e brigade d'artillerie divisionnaire de la Garde. Le 205e régiment est subordonné à la 106e division de fusiliers de la Garde (ru) à partir de février 1945. En août 1945, l'unité reçoit sa bannière de bataille,.
Après la guerre, son unité subordonnée est transformée en division aéroportée.
Le 1er mai 1962, l'unité est renommée 1182e régiment d'artillerie de la Garde.
En 1989, le régiment reçoit les ordres du Drapeau rouge, de Souvorov de 3e classe, de Koutouzov de 3e classe, de Bogdan Khmelnitski de 2e classe et d'Alexandre Nevski, ainsi que le nom honorifique « Novgorodski » de la 131e division indépendante d'artillerie automotrice de la Garde.
Jusqu'en 2005, le régiment était stationné dans la ville d'Iefremov, dans l'oblast de Toula.
Déployée sur le front Est de l'invasion russe de l'Ukraine en 2022, la brigade combat notamment dans la bataille de Bakhmout lors de la contre-offensive ukrainienne de 2023.